# Mihail Aleksandrovič Šolohov
Mihail Aleksandrovič Šolohov (prv. priimek Kuznecov; rusko Михаи́л Алекса́ндрович Шо́лохов), ruski pisatelj, * 24. maj (11. maj po julijanskem koledarju) 1905, Kružilin pri Vjošenskaji, oblast Donskih vojsk, Ruski imperij (danes Rusija), † 21. februar 1984, Vjošenskaja.
Šolohov je leta 1965 prejel Nobelovo nagrado za književnost. Njegovo najbolj znano delo je roman Tihi Don, ki prikazuje donske Kozake v času prve svetovne vojne in ruske revolucije.